# Lista dei distretti congressuali degli Stati Uniti d'America

Variazione nella rappresentanza alla Camera dal 2023, per effetto del censimento del 2020

Questa lista dei distretti congressuali degli Stati Uniti d'America elenca tutti i distretti congressuali utilizzati per eleggere i membri della Camera dei rappresentanti statunitense, divisi per Stato in ordine alfabetico.
La lista presenta gli attuali 435 distretti (indicati in grassetto) più i 200 distretti non più esistenti (indicati in corsivo). La dicitura At-large indica che l'intero territorio dello stato è compreso in un unico distretto. Dopo i due punti sono indicati gli anni durante i quali il distretto è esistito.

## Statistiche

### Popolazione
- Popolazione media per distretto: 761 952 abitanti;
- Stato con il maggior numero in media di persone per distretto: Delaware (989 948);
- Stato con il minor numero di persone in media per distretto: Montana (542 113);
- Distretto con il maggior numero di persone: Delaware At-large (989 948);
- Distretto con il minor numero di persone: 1º distretto congressuale del Montana (542 113);

### Distretti per stato
- Stato con il maggior numero di distretti: California (53);
- Stati con il minor numero di distretti (distretto unico): Alaska, Delaware, Dakota del Nord, Dakota del Sud, Vermont, e Wyoming. Gli unici Stati che non hanno mai avuto più di un distretto sono Alaska, Delaware[1], e Wyoming.

### Superficie
- Distretto con la più grande superficie: Alaska At-large;
- Distretto con la più grande superficie (non comprendente un intero stato): 23º distretto congressuale del Texas;
- Distretto con la superficie più piccola: 13º distretto congressuale di New York;

### Distretto più antico
- Delaware At-large, confini geografici immutati dal 1789.

## Lista dei distretti congressuali

### Alabama

Distretti congressuali dell'Alabama

- Territorio dell'Alabama at-large: 1818–1819 (non più esistente dalla creazione dello stato)
- Alabama at-large: 1819–1823, 1841–1843, 1873–1877, 1913–1917, 1963–1965;
- 1º distretto: 1833–1841, 1843–1963, 1965–presente;
- 2º distretto: 1823–1841, 1843–1963, 1965–presente;
- 3º distretto: 1823–1841, 1843–1963, 1965–presente;
- 4º distretto: 1833–1841, 1843–1963, 1965–presente;
- 5º distretto: 1833–1841, 1843–1963, 1965–presente;
- 6º distretto: 1843–1963, 1965–presente;
- 7º distretto: 1843–1863, 1877–1963, 1965–presente;
- 8º distretto: 1877–1963, 1965–1973 (non più esistente dal censimento del 1970);
- 9º distretto: 1893–1963 (non più esistente dal censimento del 1960);
- 10º distretto: 1917–1933 (non più esistente dal censimento del 1930).

### Alaska

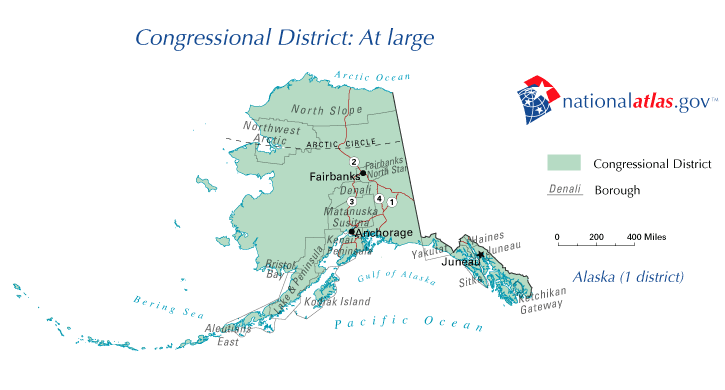
L'Alaska è un distretto at-large

- Territorio dell'Alaska at-large: 1906–1959 (non più esistente dalla creazione dello stato)
- Alaska at-large: 1959–presente

### Arizona

Distretti congressuali dell'Arizona

- Territorio dell'Arizona at-large: 1863–1912 (non più esistente dalla creazione dello stato)
- Arizona at-large: 1912–1949 (non più esistente)
- 1º distretto: 1949–presente
- 2º distretto: 1949–presente
- 3º distretto: 1963–presente
- 4º distretto: 1973–presente
- 5º distretto: 1983–presente
- 6º distretto: 1993–presente
- 7º distretto: 2003–presente
- 8º distretto: 2003–presente
- 9º distretto: 2013–presente

### Arkansas
- Territorio dell'Arkansas at-large: 1819–1836 (non più esistente dalla creazione dello stato)
- Arkansas at-large: 1836–1853, 1873–1875, 1883–1885 (non più esistente)
- 1º distretto: 1853–presente
- 2º distretto: 1853–presente
- 3º distretto: 1863–presente
- 4º distretto: 1875–presente
- 5º distretto: 1885–1963 (non più esistente dal censimento del 1960)
- 6º distretto: 1893–1963 (non più esistente dal censimento del 1960)
- 7º distretto: 1903–1953 (non più esistente dal censimento del 1950)

### California

Distretti congressuali della California

- California at-large: 1849–1865, 1883–1885 (non più esistente)
- 1º distretto: 1865–presente
- 2º distretto: 1865–presente
- 3º distretto: 1865–presente
- 4º distretto: 1873–presente
- 5º distretto: 1885–presente
- 6º distretto: 1885–presente
- 7º distretto: 1893–presente
- 8º distretto: 1903–presente
- 9º distretto: 1913–presente
- 10º distretto: 1913–presente
- 11º distretto: 1913–presente
- 12º distretto: 1933–presente
- 13º distretto: 1933–presente
- 14º distretto: 1933–presente
- 15º distretto: 1933–presente
- 16º distretto: 1933–presente
- 17º distretto: 1933–presente
- 18º distretto: 1933–presente
- 19º distretto: 1933–presente
- 20º distretto: 1933–presente
- 21º distretto: 1943–presente
- 22º distretto: 1943–presente
- 23º distretto: 1943–presente
- 24º distretto: 1953–presente
- 25º distretto: 1953–presente
- 26º distretto: 1953–presente
- 27º distretto: 1953–presente
- 28º distretto: 1953–presente
- 29º distretto: 1953–presente
- 30º distretto: 1953–presente
- 31º distretto: 1963–presente
- 32º distretto: 1963–presente
- 33º distretto: 1963–presente
- 34º distretto: 1963–presente
- 35º distretto: 1963–presente
- 36º distretto: 1963–presente
- 37º distretto: 1963–presente
- 38º distretto: 1963–presente
- 39º distretto: 1973–presente
- 40º distretto: 1973–presente
- 41º distretto: 1973–presente
- 42º distretto: 1973–presente
- 43º distretto: 1973–presente
- 44º distretto: 1983–presente
- 45º distretto: 1983–presente
- 46º distretto: 1993–presente
- 47º distretto: 1993–presente
- 48º distretto: 1993–presente
- 49º distretto: 1993–presente
- 50º distretto: 1993–presente
- 51º distretto: 1993–presente
- 52º distretto: 1993–presente
- 53º distretto: 2003–2023 (non più esistente dal censimento del 2020)

### Carolina del Nord

Distretti congressuali della Carolina del Nord

- Carolina del Nord at-large: 1883–1885 (non più esistente)
- 1º distretto: 1789–presente
- 2º distretto: 1789–presente
- 3º distretto: 1789–presente
- 4º distretto: 1789–presente
- 5º distretto: 1789–presente
- 6º distretto: 1793–presente
- 7º distretto: 1793–presente
- 8º distretto: 1793–1863, 1873–presente
- 9º distretto: 1793–1853, 1885–presente
- 10º distretto: 1793–1843, 1903–presente
- 11º distretto: 1803–1843, 1933–presente
- 12º distretto: 1803–1843, 1943–1963, 1993–presente
- 13º distretto: 1813–1843, 2003–presente
- 14º distretto: 2023–presente

### Carolina del Sud

Distretti congressuali della Carolina del Sud

- Carolina del Sud at-large: 1873–1875 (non più esistente)
- 1º distretto: 1789–presente
- 2º distretto: 1789–presente
- 3º distretto: 1789–presente
- 4º distretto: 1789–presente
- 5º distretto: 1789–1863, 1875–presente
- 6º distretto: 1793–1863, 1883–presente
- 7º distretto: 1803–1853, 1883–1933, 2013–presente
- 8º distretto: 1803–1843 (non più esistente dal censimento del 1840)
- 9º distretto: 1813–1843 (non più esistente dal censimento del 1840)

### Colorado

Distretti congressuali del Colorado

- Territorio del Colorado at-large: 1861–1876 (non più esistente dalla creazione dello stato)
- Colorado at-large: 1876–1893, 1903–1915 (non più esistente)
- 1º distretto: 1893–presente
- 2º distretto: 1893–presente
- 3º distretto: 1915–presente
- 4º distretto: 1915–presente
- 5º distretto: 1973–presente
- 6º distretto: 1983–presente
- 7º distretto: 2003–presente
- 8º distretto: 2023–presente

### Connecticut

Distretti congressuali del Connecticut

- Connecticut at-large: 1789–1837, 1903–1913, 1933–1965 (non più esistente)
- 1º distretto: 1837–presente
- 2º distretto: 1837–presente
- 3º distretto: 1837–presente
- 4º distretto: 1837–presente
- 5º distretto: 1837–1843, 1913–presente
- 6º distretto: 1837–1843, 1965–2003 (non più esistente dal censimento del 2000)

### Dakota del Nord

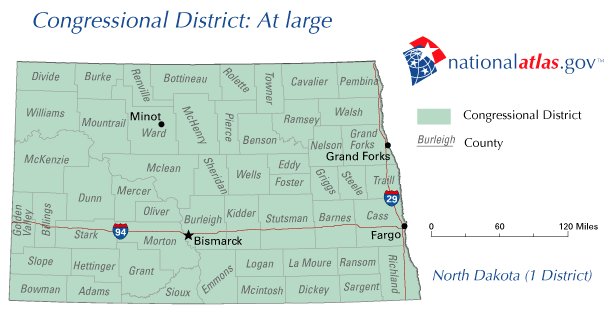
Il Dakota del Nord è un distretto at-large

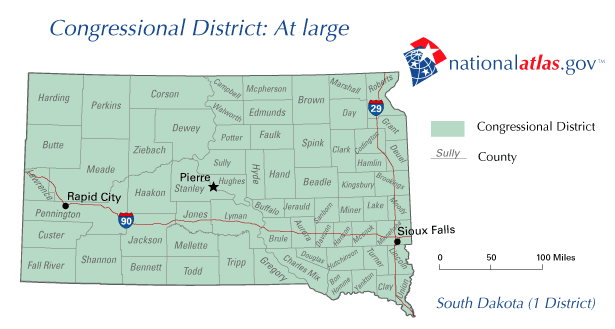
Il Dakota del Sud è un distretto at-large

- Territorio del Dakota at-large: 1861–1889 (non più esistente dalla creazione dello stato)
- Dakota del Nord at-large: 1889–1913, 1933–1963, 1973–presente
- 1º distretto: 1913–1933, 1963–1973 (non più esistente dal censimento del 1970)
- 2º distretto: 1913–1933, 1963–1973 (non più esistente dal censimento del 1970)
- 3º distretto: 1913–1933 (non più esistente dal censimento del 1930)

### 

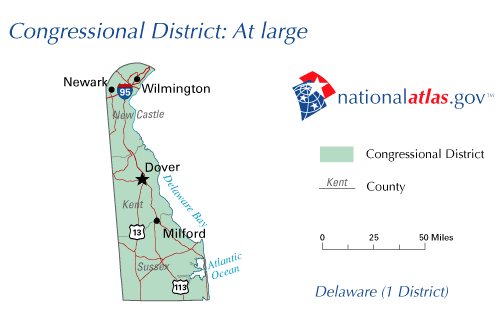
Il Delaware è un distretto at-large

### Dakota del Sud
- Territorio del Dakota at-large: 1861–1889 (non più esistente dalla creazione dello stato)
- Dakota del Sud at-large: 1889–1913, 1983–presente
- 1º distretto: 1913–1983 (non più esistente dal censimento del 1980)
- 2º distretto: 1913–1983 (non più esistente dal censimento del 1980)
- 3º distretto: 1913–1933 (non più esistente dal censimento del 1930)

### Delaware
- Delaware at-large: 1789-presente

### Florida

Distretti congressuali della Florida

- Territorio della Florida at-large: 1822–1845 (non più esistente dalla creazione dello stato)
- Florida at-large: 1845–1875, 1913–1915, 1933–1937, 1943–1945 (non più esistente)
- 1º distretto: 1875–presente
- 2º distretto: 1875–presente
- 3º distretto: 1903–presente
- 4º distretto: 1915–presente
- 5º distretto: 1937–presente
- 6º distretto: 1945–presente
- 7º distretto: 1953–presente
- 8º distretto: 1953–presente
- 9º distretto: 1963–presente
- 10º distretto: 1963–presente
- 11º distretto: 1963–presente
- 12º distretto: 1963–presente
- 13º distretto: 1973–presente
- 14º distretto: 1973–presente
- 15º distretto: 1973–presente
- 16º distretto: 1983–presente
- 17º distretto: 1983–presente
- 18º distretto: 1983–presente
- 19º distretto: 1983–presente
- 20º distretto: 1993–presente
- 21º distretto: 1993–presente
- 22º distretto: 1993–presente
- 23º distretto: 1993–presente
- 24º distretto: 2003–presente
- 25º distretto: 2003–presente
- 26º distretto: 2013–presente
- 27º distretto: 2013–presente
- 28º distretto: 2023–presente

### Georgia

Distretti congressuali della Georgia

- Georgia at-large: 1793–1827, 1829–1845, 1883–1885 (non più esistente)
- 1º distretto: 1789–1793, 1827–1829, 1845–presente
- 2º distretto: 1789–1793, 1827–1829, 1845–presente
- 3º distretto: 1789–1793, 1827–1829, 1845–presente
- 4º distretto: 1827–1829, 1845–presente
- 5º distretto: 1827–1829, 1845–presente
- 6º distretto: 1827–1829, 1845–presente
- 7º distretto: 1827–1829, 1845–presente
- 8º distretto: 1845–1863, 1873–presente
- 9º distretto: 1873–presente
- 10º distretto: 1885–presente
- 11º distretto: 1893–1933, 1993–presente
- 12º distretto: 1913–1933, 2003–presente
- 13º distretto: 2003–presente
- 14º distretto: 2013–presente

### Hawaii

Distretti congressuali delle Hawaii

- Territorio delle Hawaii at-large: 1900–1959 (non più esistente dalla creazione dello stato)
- Hawaii at-large: 1959–1971 (non più esistente)
- 1º distretto: 1971–presente
- 2º distretto: 1971–presente

### Idaho

Distretti congressuali dell'Idaho

- Territorio dell'Idaho at-large: 1864–1890 (non più esistente dalla creazione dello stato)
- Idaho at-large: 1890–1919 (non più esistente)
- 1º distretto: 1919–presente
- 2º distretto: 1919–presente

### Illinois

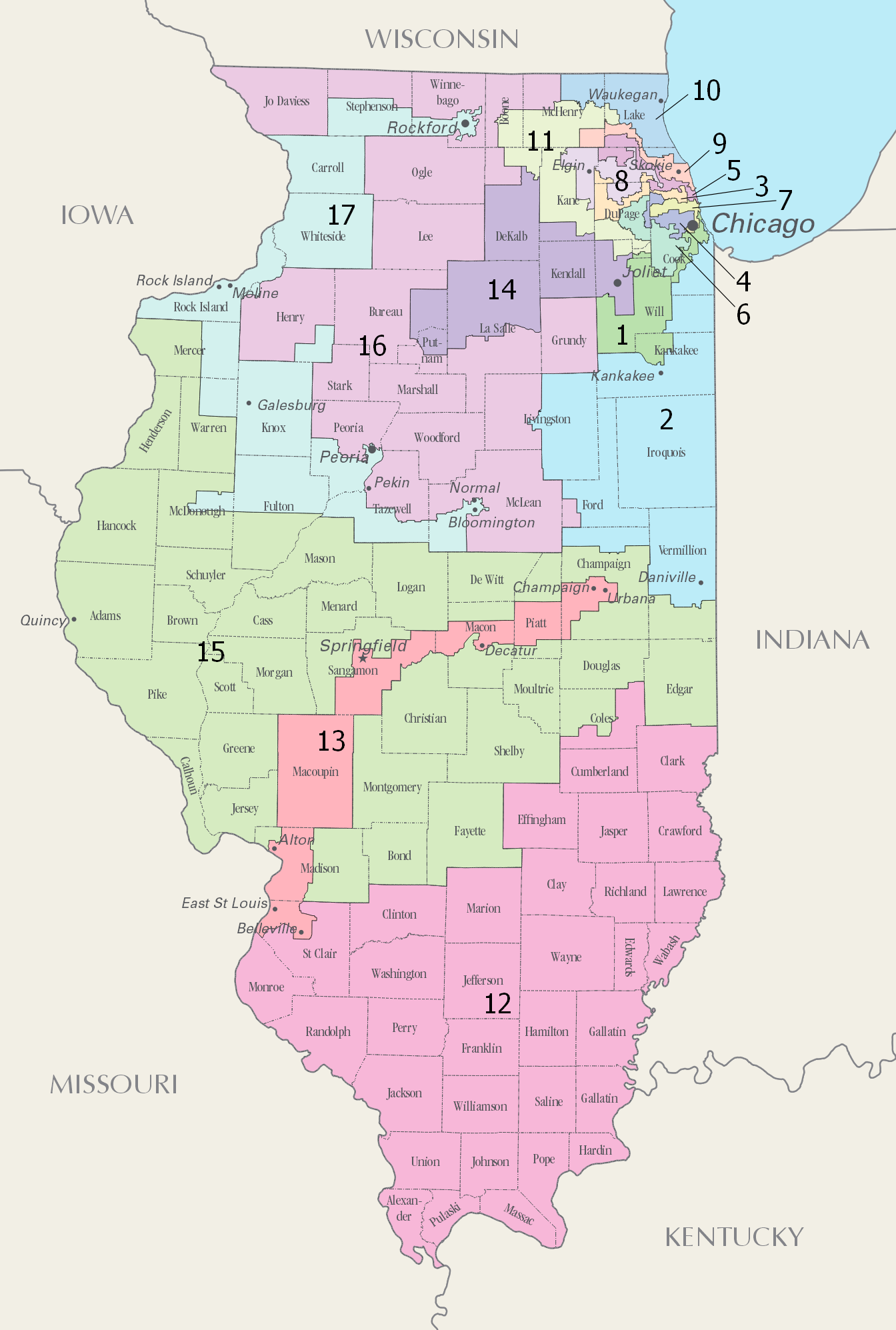
Distretti congressuali dell'Illinois

- Territorio dell'Illinois at-large: 1812–1818 (non più esistente dalla creazione dello stato)
- Illinois at-large: 1818–1833, 1863–1873, 1893–1895, 1913–1949 (non più esistente)
- 1º distretto: 1833–presente
- 2º distretto: 1833–presente
- 3º distretto: 1833–presente
- 4º distretto: 1843–presente
- 5º distretto: 1843–presente
- 6º distretto: 1843–presente
- 7º distretto: 1843–presente
- 8º distretto: 1853–presente
- 9º distretto: 1853–presente
- 10º distretto: 1863–presente
- 11º distretto: 1863–presente
- 12º distretto: 1863–presente
- 13º distretto: 1863–presente
- 14º distretto: 1873–presente
- 15º distretto: 1873–presente
- 16º distretto: 1873–presente
- 17º distretto: 1873–presente
- 18º distretto: 1873–2023 (non più esistente dal censimento del 2020)
- 19º distretto: 1873–2013 (non più esistente dal censimento del 2010)
- 20º distretto: 1883–2003 (non più esistente dal censimento del 2000)
- 21º distretto: 1895–1993 (non più esistente dal censimento del 1990)
- 22º distretto: 1895–1993 (non più esistente dal censimento del 1990)
- 23º distretto: 1903–1983 (non più esistente dal censimento del 1980)
- 24º distretto: 1903–1983 (non più esistente dal censimento del 1980)
- 25º distretto: 1903–1963 (non più esistente dal censimento del 1960)
- 26º distretto: 1949–1953 (non più esistente dal censimento del 1950)

### Indiana

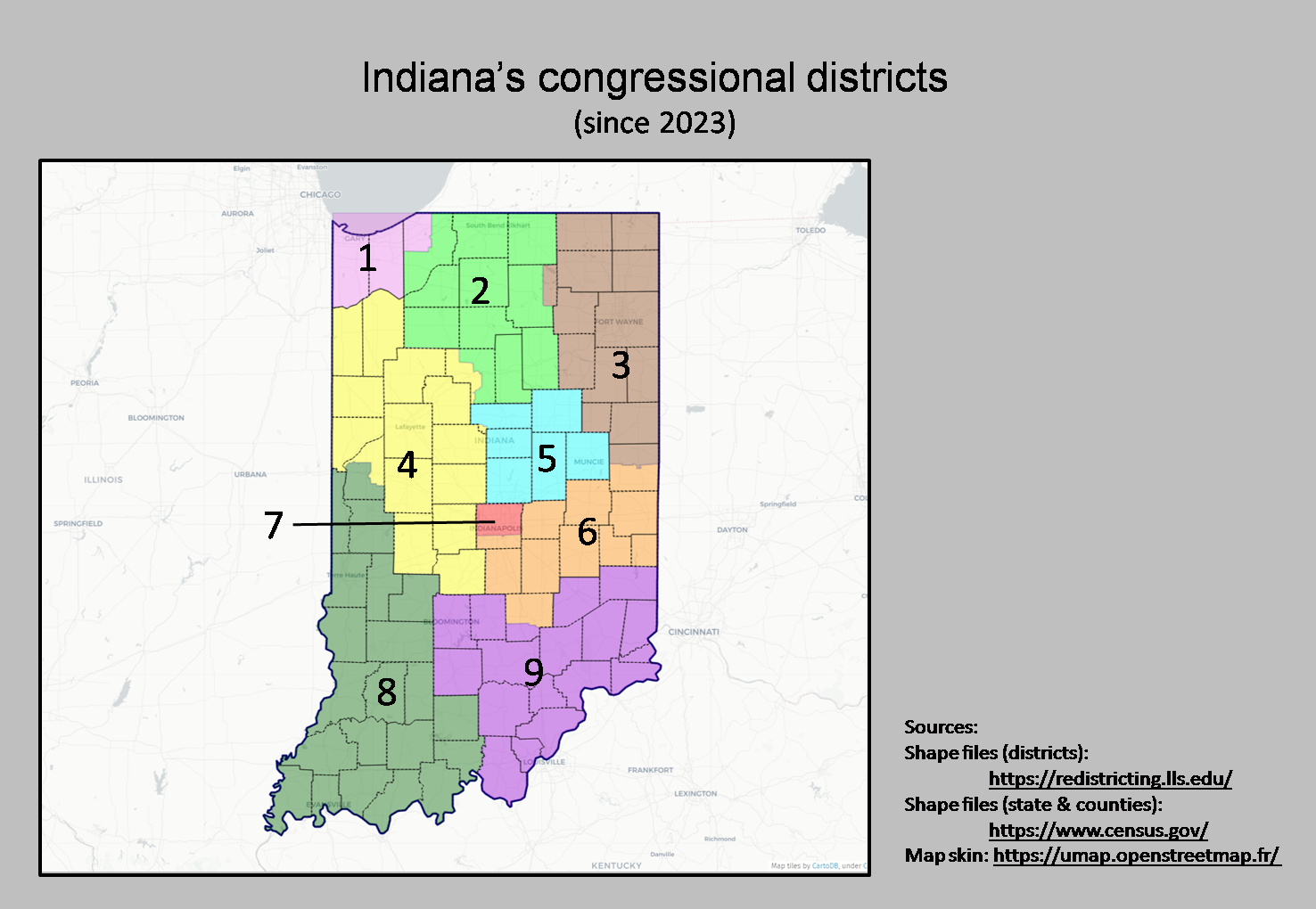
Distretti congressuali dell'Indiana

- Territorio dell'Indiana at-large: 1805–1816 (non più esistente dalla creazione dello stato)
- Indiana at-large: 1816–1823, 1873–1875 (non più esistente)
- 1º distretto: 1823–presente
- 2º distretto: 1823–presente
- 3º distretto: 1823–presente
- 4º distretto: 1833–presente
- 5º distretto: 1833–presente
- 6º distretto: 1833–presente
- 7º distretto: 1833–presente
- 8º distretto: 1843–presente
- 9º distretto: 1843–presente
- 10º distretto: 1843–2003 (non più esistente dal censimento del 2000)
- 11º distretto: 1853–1983 (non più esistente dal censimento del 1980)
- 12º distretto: 1875–1943 (non più esistente dal censimento del 1940)
- 13º distretto: 1875–1933 (non più esistente dal censimento del 1930)

### Iowa

Distretti congressuali dell'Iowa

- Territorio dell'Iowa at-large: 1838–1846 (non più esistente dalla creazione dello stato)
- Iowa at-large: 1846–1847 (non più esistente)
- 1º distretto: 1847–presente
- 2º distretto: 1847–presente
- 3º distretto: 1863–presente
- 4º distretto: 1863–presente
- 5º distretto: 1863–2013 (non più esistente dal censimento del 2010)
- 6º distretto: 1863–1993 (non più esistente dal censimento del 1990)
- 7º distretto: 1873–1973 (non più esistente dal censimento del 1970)
- 8º distretto: 1873–1963 (non più esistente dal censimento del 1960)
- 9º distretto: 1873–1943 (non più esistente dal censimento del 1940)
- 10º distretto: 1883–1933 (non più esistente dal censimento del 1930)
- 11º distretto: 1883–1933 (non più esistente dal censimento del 1930)

### Kansas

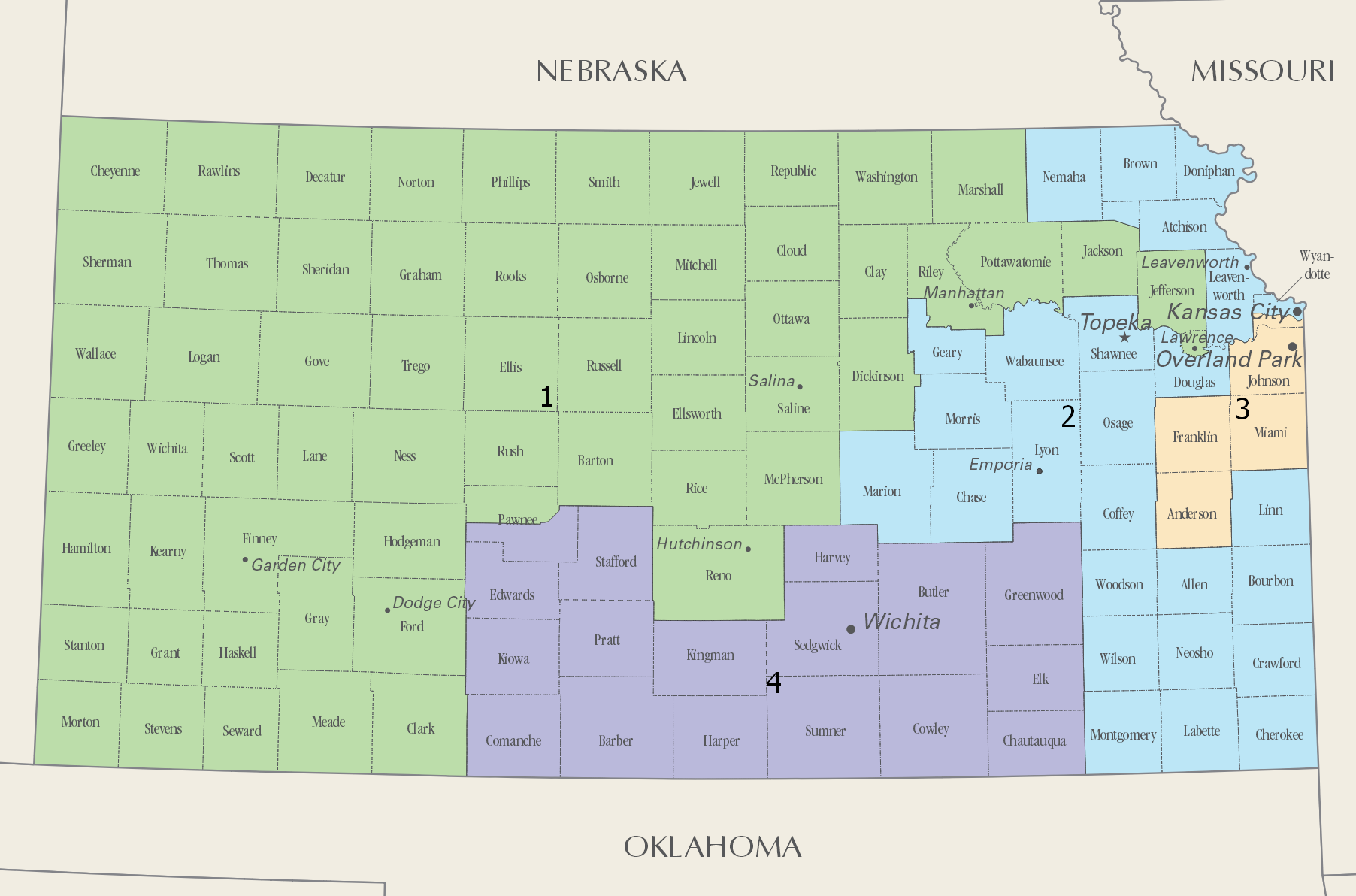
Distretti congressuali del Kansas

- Territorio del Kansas at-large: 1854–1861 (non più esistente dalla creazione dello stato)
- Kansas at-large: 1861–1875, 1883–1907 (non più esistente)
- 1º distretto: 1875–presente
- 2º distretto: 1875–presente
- 3º distretto: 1875–presente
- 4º distretto: 1893–presente
- 5º distretto: 1893–1993 (non più esistente dal censimento del 1990)
- 6º distretto: 1893–1963 (non più esistente dal censimento del 1960)
- 7º distretto: 1893–1943 (non più esistente dal censimento del 1940)
- 8º distretto: 1907–1933 (non più esistente dal censimento del 1930)

### Kentucky

Distretti congressuali del Kentucky

- Kentucky at-large: 1933–1935 (non più esistente)
- 1º distretto: 1792–1933, 1935–presente
- 2º distretto: 1792–1933, 1935–presente
- 3º distretto: 1803–1933, 1935–presente
- 4º distretto: 1803–1933, 1935–presente
- 5º distretto: 1803–1933, 1935–presente
- 6º distretto: 1803–1933, 1935–presente
- 7º distretto: 1813–1933, 1935–1993 (non più esistente dal censimento del 1990)
- 8º distretto: 1813–1933, 1935–1963 (non più esistente dal censimento del 1960)
- 9º distretto: 1813–1933, 1935–1953 (non più esistente dal censimento del 1950)
- 10º distretto: 1803–1933 (non più esistente dal censimento del 1930)
- 11º distretto: 1823–1933 (non più esistente dal censimento del 1930)
- 12º distretto: 1823–1843 (non più esistente dal censimento del 1840)
- 13º distretto: 1833–1843 (non più esistente dal censimento del 1840)

### Louisiana

Distretti congressuali della Louisiana

- Territorio d'Orleans at-large: 1806–1812 (non più esistente dalla creazione dello stato)
- Louisiana at-large: 1812–1823, 1873–1875 (non più esistente)
- 1º distretto: 1823–presente
- 2º distretto: 1823–presente
- 3º distretto: 1823–presente
- 4º distretto: 1843–presente
- 5º distretto: 1863–presente
- 6º distretto: 1875–presente
- 7º distretto: 1903–2013 (non più esistente dal censimento del 2010)
- 8º distretto: 1913–1993 (non più esistente dal censimento del 1990)

### Maine

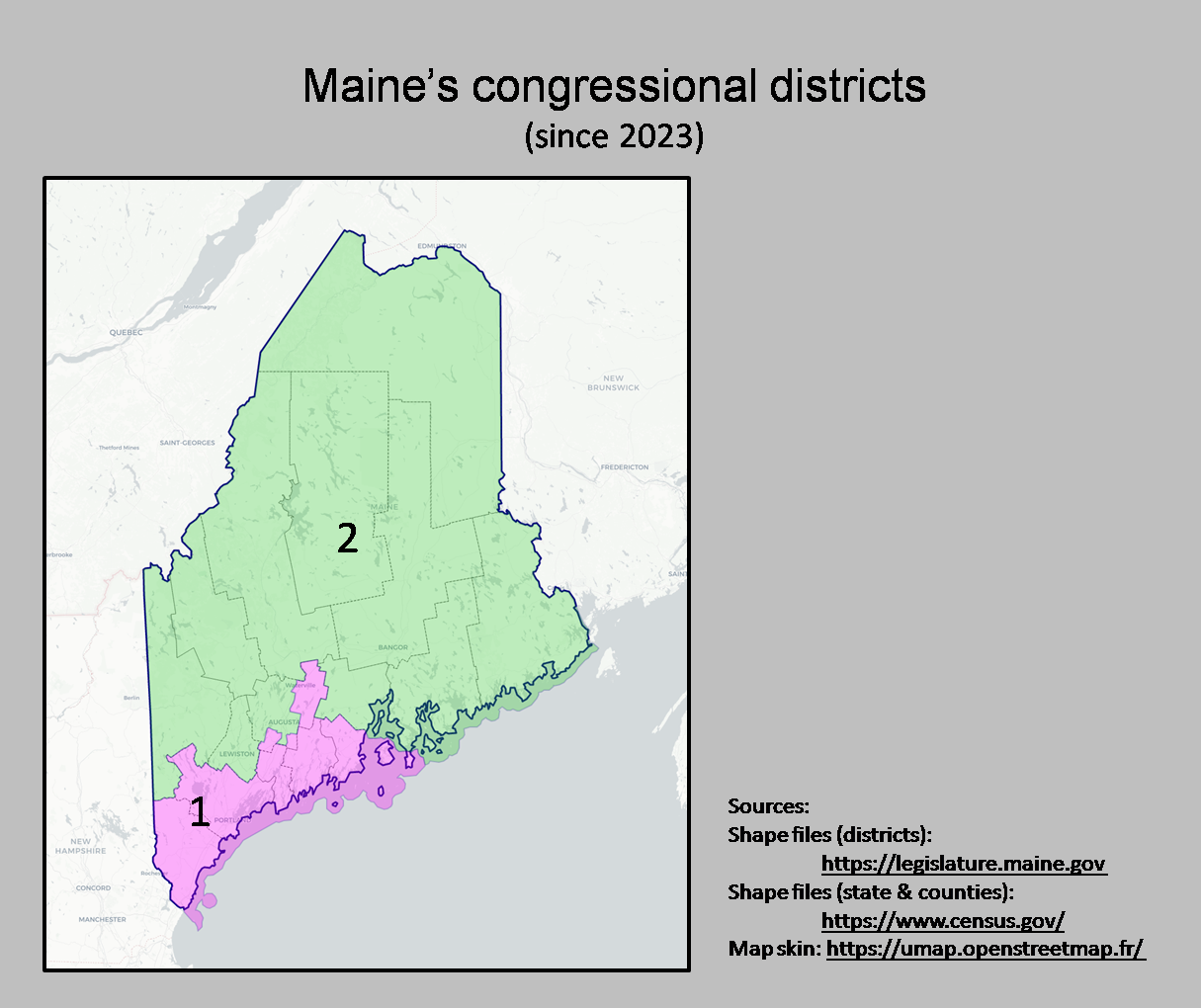
Distretti congressuali del Maine

Fino al 1820, l'attuale Maine era parte dello stato del Massachusetts. Dei sette distretti del Massachusetts che furono trasferiti nel Maine in seguito alla creazione dello stato, tre furono "restituiti" al Maine.
- Maine at-large: 1883–1885 (non più esistente)
- 1º distretto: 1820–1883, 1885–presente
- 2º distretto: 1820–1883, 1885–presente
- 3º distretto: 1820–1883, 1885–1963 (non più esistente dal censimento del 1960)
- 4º distretto: 1820–1883, 1885–1933 (non più esistente dal censimento del 1930)
- 5º distretto: 1820–1883 (non più esistente dal censimento del 1880)
- 6º distretto: 1820–1863 (non più esistente dal censimento del 1860)
- 7º distretto: 1820–1850 (non più esistente dal censimento del 1850)
- 8º distretto: 1833–1843 (non più esistente dal censimento del 1840)

### Maryland

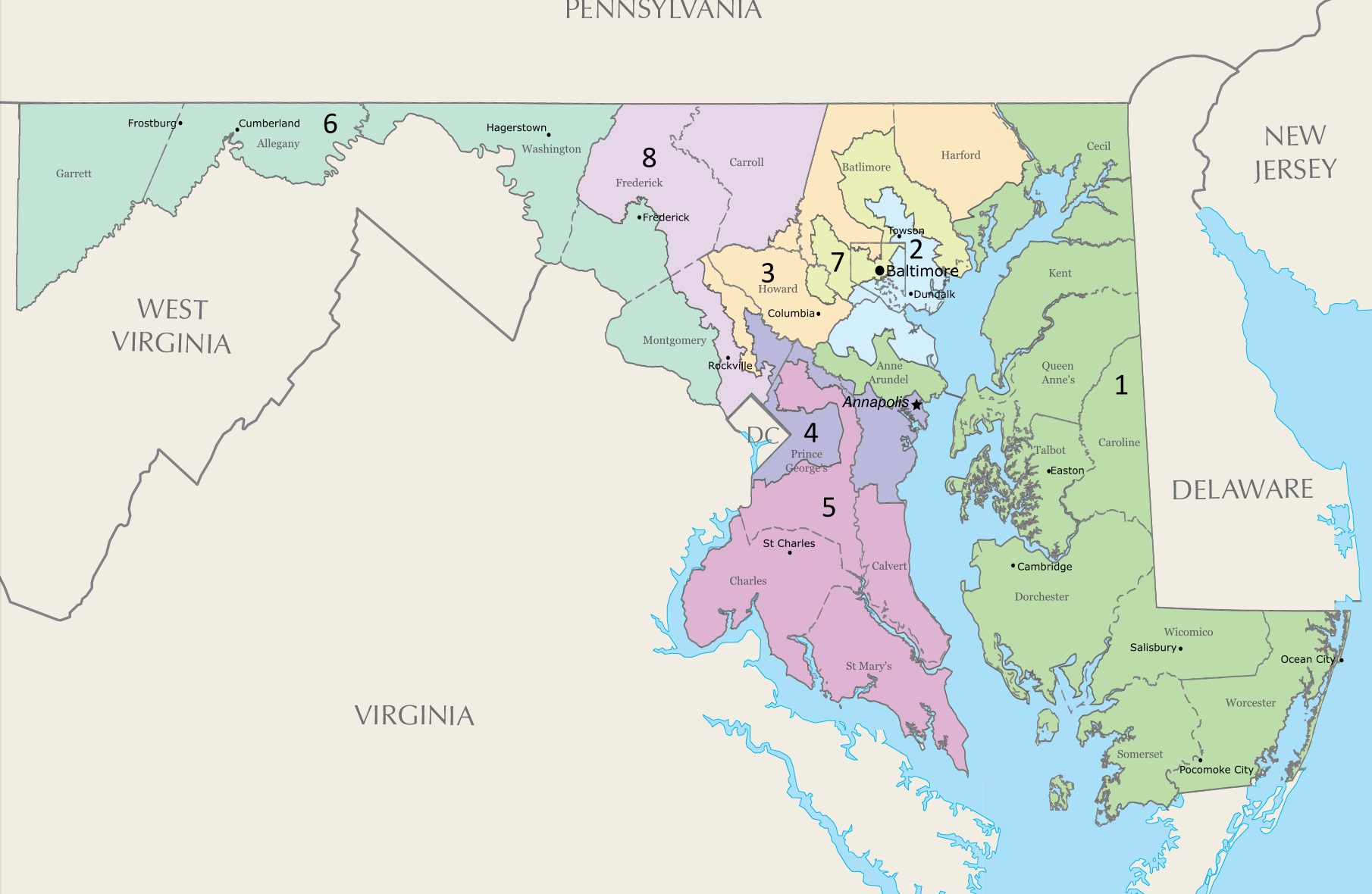
Distretti congressuali del Maryland

- Maryland at-large: 1963–1967 (non più esistente)
- 1º distretto: 1789–presente
- 2º distretto: 1789–presente
- 3º distretto: 1789–presente
- 4º distretto: 1789–presente
- 5º distretto: 1789–presente
- 6º distretto: 1789–1863, 1873–presente
- 7º distretto: 1793–1843, 1953–presente
- 8º distretto: 1793–1835, 1967–presente

### Massachusetts

Distretti congressuali del Massachusetts

- Massachusetts at-large: 1793–1795 (non più esistente)
- 1º distretto: 1789–presente
- 2º distretto: 1789–presente
- 3º distretto: 1789–presente
- 4º distretto: 1789–presente
- 5º distretto: 1789–1793, 1795–presente
- 6º distretto: 1789–1793, 1795–presente
- 7º distretto: 1789–1793, 1795–presente
- 8º distretto: 1789–1793, 1795–presente
- 9º distretto: 1795–presente
- 10º distretto: 1795–2013 (non più esistente dal censimento del 2010)
- 11º distretto: 1795–1843, 1853–1863, 1873–1993 (non più esistente dal censimento del 1990)
- 12º distretto: 1795–1843, 1883–1983 (non più esistente dal censimento del 1980)
- 13º distretto: 1795–1833, 1893–1963 (non più esistente dal censimento del 1960)
- 14º distretto: 1795–1820 (trasferimento nel Maine[2]), 1903–1963 ("restituzione" al Massachusetts, non più esistente dal censimento del 1960)
- 15º distretto: 1803–1820 (trasferimento nel Maine[2]), 1913–1943 ("restituzione" al Massachusetts, non più esistente dal censimento del 1940)
- 16º distretto: 1803–1820 (trasferimento nel Maine[2]), 1913–1933 ("restituzione" al Massachusetts, non più esistente dal censimento del 1930)
- 17º distretto: 1803–1820 (trasferimento nel Maine[2])
- 18º distretto: 1813–1820 (trasferimento nel Maine[2])
- 19º distretto: 1813–1820 (trasferimento nel Maine[2])
- 20º distretto: 1813–1820 (trasferimento nel Maine[2])

### Michigan

Distretti congressuali del Michigan

- Territorio del Michigan at-large: 1819–1837 (non più esistente dalla creazione dello stato)
- Michigan at-large: 1835–1843, 1913–1915, 1963–1965 (non più esistente)
- 1º distretto: 1843–presente
- 2º distretto: 1843–presente
- 3º distretto: 1843–presente
- 4º distretto: 1853–presente
- 5º distretto: 1863–presente
- 6º distretto: 1863–presente
- 7º distretto: 1873–presente
- 8º distretto: 1873–presente
- 9º distretto: 1873–presente
- 10º distretto: 1883–presente
- 11º distretto: 1883–presente
- 12º distretto: 1893–presente
- 13º distretto: 1915–presente
- 14º distretto: 1933–2023 (non più esistente dal censimento del 2020)
- 15º distretto: 1933–2013 (non più esistente dal censimento del 2010)
- 16º distretto: 1933–2003 (non più esistente dal censimento del 2000)
- 17º distretto: 1933–1993 (non più esistente dal censimento del 1990)
- 18º distretto: 1933–1993 (non più esistente dal censimento del 1990)
- 19º distretto: 1965–1983 (non più esistente dal censimento del 1980)

### Minnesota

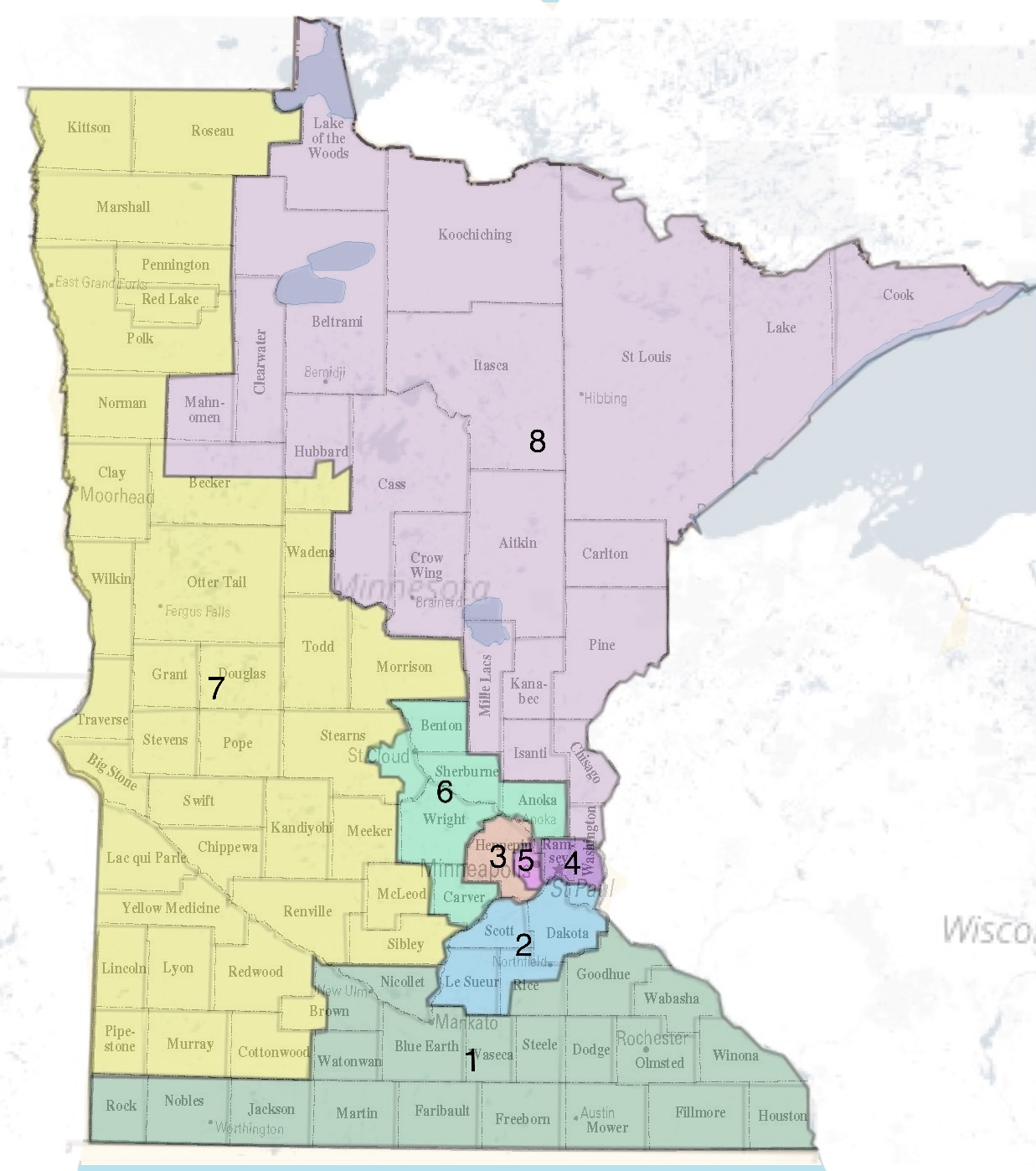
Distretti congressuali del Minnesota

- Territorio del Minnesota at-large: 1849–1858 (non più esistente dalla creazione dello stato)
- Minnesota at-large: 1857–1863, 1913–1915, 1933–1935 (non più esistente)
- 1º distretto: 1863–1933, 1935–presente
- 2º distretto: 1863–1933, 1935–presente
- 3º distretto: 1873–1933, 1935–presente
- 4º distretto: 1883–1933, 1935–presente
- 5º distretto: 1883–1933, 1935–presente
- 6º distretto: 1893–1933, 1935–presente
- 7º distretto: 1893–1933, 1935–presente
- 8º distretto: 1903–1933, 1935–presente
- 9º distretto: 1903–1933, 1935–1963 (non più esistente dal censimento del 1960)
- 10º distretto: 1915–1933 (non più esistente dal censimento del 1930)

### Mississippi

Distretti congressuali del Mississippi

- Territorio del Mississippi at-large: 1801–1817 (non più esistente dalla creazione dello stato)
- Mississippi at-large: 1817–1847, 1853–1855 (non più esistente)
- 1º distretto: 1847–presente
- 2º distretto: 1847–presente
- 3º distretto: 1847–presente
- 4º distretto: 1847–presente
- 5º distretto: 1855–2003 (non più esistente dal censimento del 2000)
- 6º distretto: 1873–1963 (non più esistente dal censimento del 1960)
- 7º distretto: 1883–1953 (non più esistente dal censimento del 1950)
- 8º distretto: 1903–1933 (non più esistente dal censimento del 1930)

### Missouri

Distretti congressuali del Missouri

- Territorio del Missouri at-large: 1812–1821 (non più esistente dalla creazione dello stato)
- Missouri at-large: 1821–1847, 1933–1935 (non più esistente)
- 1º distretto: 1847–1933, 1935–presente
- 2º distretto: 1847–1933, 1935–presente
- 3º distretto: 1847–1933, 1935–presente
- 4º distretto: 1847–1933, 1935–presente
- 5º distretto: 1847–1933, 1935–presente
- 6º distretto: 1853–1933, 1935–presente
- 7º distretto: 1853–1933, 1935–presente
- 8º distretto: 1863–1933, 1935–presente
- 9º distretto: 1863–1933, 1935–2013 (non più esistente dal censimento del 2010)
- 10º distretto: 1873–1933, 1935–1983 (non più esistente dal censimento del 1980)
- 11º distretto: 1873–1933, 1935–1963 (non più esistente dal censimento del 1960)
- 12º distretto: 1873–1933, 1935–1953 (non più esistente dal censimento del 1950)
- 13º distretto: 1873–1933, 1935–1953 (non più esistente dal censimento del 1950)
- 14º distretto: 1883–1933 (non più esistente dal censimento del 1930)
- 15º distretto: 1893–1933 (non più esistente dal censimento del 1930)
- 16º distretto: 1903–1933 (non più esistente dal censimento del 1930)

### Montana

Distretti congressuali del Montana

- Territorio del Montana at-large: 1865–1889 (non più esistente dalla creazione dello stato)
- Montana at-large: 1889–1919, 1993–2023 (non più esistente dal censimento del 2020)
- 1º distretto: 1919–1993, 2023-presente
- 2º distretto: 1919–1993, 2023-presente

### Nebraska

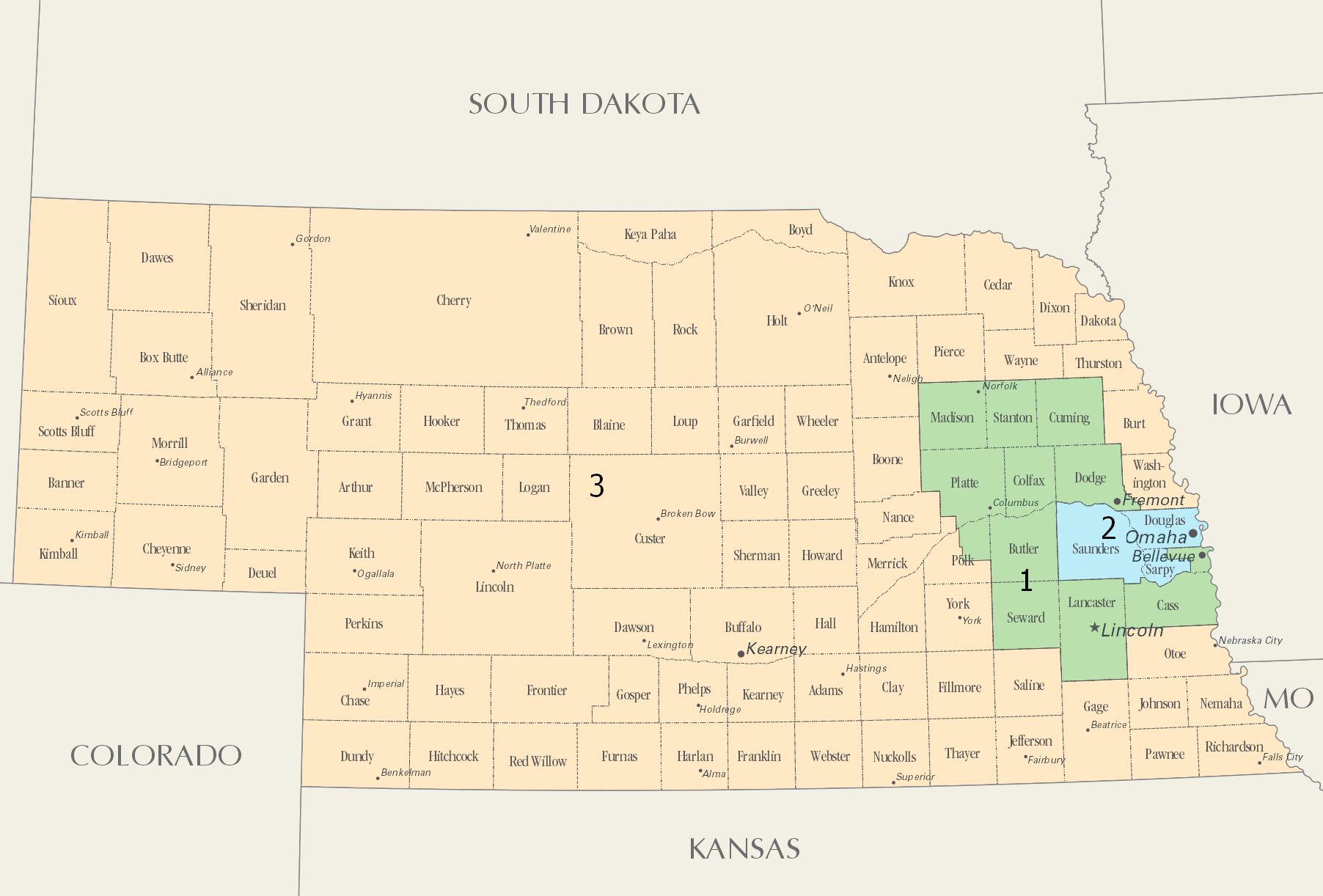
Distretti congressuali del Nebraska

- Territorio del Nebraska at-large: 1855–1867 (non più esistente dalla creazione dello stato)
- Nebraska at-large: 1867–1883 (non più esistente)
- 1º distretto: 1883–presente
- 2º distretto: 1883–presente
- 3º distretto: 1883–presente
- 4º distretto: 1893–1963 (non più esistente dal censimento del 1960)
- 5º distretto: 1893–1943 (non più esistente dal censimento del 1940)
- 6º distretto: 1893–1933 (non più esistente dal censimento del 1930)

### Nevada

Distretti congressuali del Nevada

- Territorio del Nevada at-large: 1861–1864 (non più esistente dalla creazione dello stato)
- Nevada At-large: 1864–1983 (non più esistente)
- 1º distretto: 1983–presente
- 2º distretto: 1983–presente
- 3º distretto: 2003–presente
- 4º distretto: 2013–presente

### New Hampshire

Distretti congressuali del New Hampshire

- New Hampshire at-large: 1789–1847 (non più esistente)
- 1º distretto: 1847–presente
- 2º distretto: 1847–presente
- 3º distretto: 1847–1883 (non più esistente dal censimento del 1880)
- 4º distretto: 1847–1853 (non più esistente dal censimento del 1850)

### New Jersey

Distretti congressuali del New Jersey

- New Jersey at-large: 1789–1799, 1801–1813, 1815–1843 (non più esistente)
- 1º distretto: 1799–1801, 1813–1815, 1843–presente
- 2º distretto: 1799–1801, 1813–1815, 1843–presente
- 3º distretto: 1799–1801, 1813–1815, 1843–presente
- 4º distretto: 1799–1801, 1843–presente
- 5º distretto: 1799–1801, 1843–presente
- 6º distretto: 1873–presente
- 7º distretto: 1873–presente
- 8º distretto: 1893–presente
- 9º distretto: 1903–presente
- 10º distretto: 1903–presente
- 11º distretto: 1913–presente
- 12º distretto: 1913–presente
- 13º distretto: 1933–2013 (non più esistente dal censimento del 2010)
- 14º distretto: 1933–1993 (non più esistente dal censimento del 1990)
- 15º distretto: 1963–1983 (non più esistente dal censimento del 1980)

### Nuovo Messico

Distretti congressuali del Nuovo Messico

- Territorio del New Mexico at-large: 1851–1912 (non più esistente dalla creazione dello stato)
- New Mexico at-large: 1912–1969 (non più esistente)
- 1º distretto: 1969–presente
- 2º distretto: 1969–presente
- 3º distretto: 1983–presente

### New York

Distretti congressuali di New York.

- New York at-large: 1873–1875, 1883–1885, 1933–1945 (non più esistente)
- 1º distretto: 1789–presente
- 2º distretto: 1789–presente
- 3º distretto: 1789–presente
- 4º distretto: 1789–presente
- 5º distretto: 1789–presente
- 6º distretto: 1789–presente
- 7º distretto: 1793–presente
- 8º distretto: 1793–presente
- 9º distretto: 1793–presente
- 10º distretto: 1793–presente
- 11º distretto: 1803–presente
- 12º distretto: 1803–presente
- 13º distretto: 1803–presente
- 14º distretto: 1803–presente
- 15º distretto: 1803–presente
- 16º distretto: 1803–1809, 1813–presente
- 17º distretto: 1803–1809, 1813–presente
- 18º distretto: 1813–presente
- 19º distretto: 1813–presente
- 20º distretto: 1813–presente
- 21º distretto: 1813–presente
- 22º distretto: 1823–presente
- 23º distretto: 1823–presente
- 24º distretto: 1823–presente
- 25º distretto: 1823–presente
- 26º distretto: 1823–presente
- 27º distretto: 1823–2023 (non più esistente dal censimento del 2020)
- 28º distretto: 1823–2013 (non più esistente dal censimento del 2010)
- 29º distretto: 1823–2013 (non più esistente dal censimento del 2010)
- 30º distretto: 1823–2003 (non più esistente dal censimento del 2000)
- 31º distretto: 1833–2003 (non più esistente dal censimento del 2000)
- 32º distretto: 1833–1863, 1873–1993 (non più esistente dal censimento del 1990)
- 33º distretto: 1833–1863, 1873–1993 (non più esistente dal censimento del 1990)
- 34º distretto: 1843–1853, 1885–1993 (non più esistente dal censimento del 1990)
- 35º distretto: 1903–1983 (non più esistente dal censimento del 1980)
- 36º distretto: 1903–1983 (non più esistente dal censimento del 1980)
- 37º distretto: 1903–1983 (non più esistente dal censimento del 1980)
- 38º distretto: 1913–1983 (non più esistente dal censimento del 1980)
- 39º distretto: 1913–1983 (non più esistente dal censimento del 1980)
- 40º distretto: 1913–1973 (non più esistente dal censimento del 1970)
- 41º distretto: 1913–1973 (non più esistente dal censimento del 1970)
- 42º distretto: 1913–1963 (non più esistente dal censimento del 1960)
- 43º distretto: 1913–1963 (non più esistente dal censimento del 1960)
- 44º distretto: 1945–1953 (non più esistente dal censimento del 1950)
- 45º distretto: 1945–1953 (non più esistente dal censimento del 1950)

### Ohio

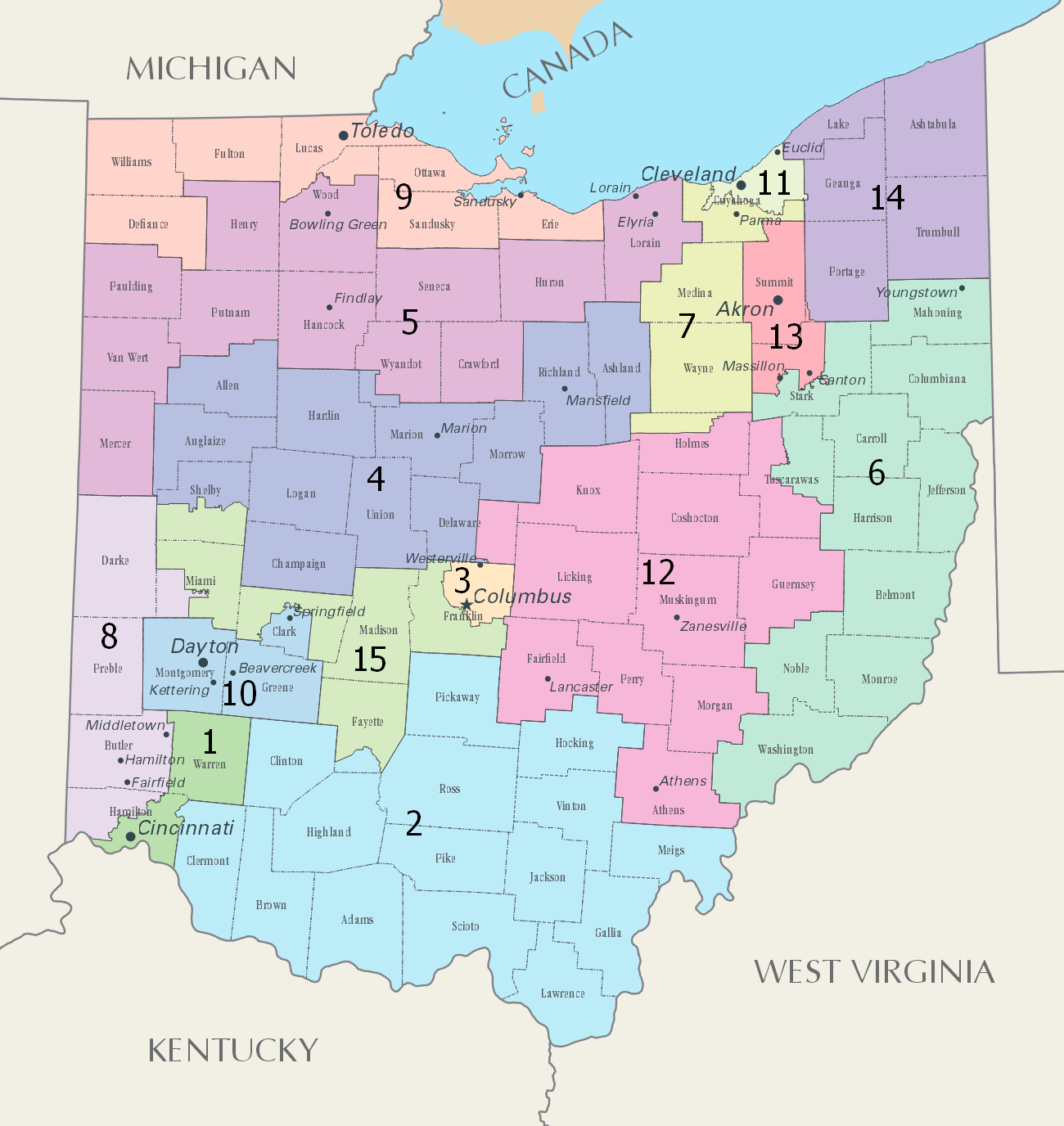
Distretti congressuali dell’Ohio

- Territorio del Nordovest at-large: 1799–1803 (non più esistente dalla creazione dello stato)
- Ohio at-large: 1803–1813, 1913–1915, 1933–1953, 1963–1967 (non più esistente)
- 1º distretto: 1813–presente
- 2º distretto: 1813–presente
- 3º distretto: 1813–presente
- 4º distretto: 1813–presente
- 5º distretto: 1813–presente
- 6º distretto: 1813–presente
- 7º distretto: 1823–presente
- 8º distretto: 1823–presente
- 9º distretto: 1823–presente
- 10º distretto: 1823–presente
- 11º distretto: 1823–presente
- 12º distretto: 1823–presente
- 13º distretto: 1823–presente
- 14º distretto: 1823–presente
- 15º distretto: 1833–presente
- 16º distretto: 1833–2023 (non più esistente dal censimento del 2020)
- 17º distretto: 1833–2013 (non più esistente dal censimento del 2010)
- 18º distretto: 1833–2013 (non più esistente dal censimento del 2010)
- 19º distretto: 1833–2003 (non più esistente dal censimento del 2000)
- 20º distretto: 1843–1863, 1873–1993 (non più esistente dal censimento del 1990)
- 21º distretto: 1843–1863, 1883–1993 (non più esistente dal censimento del 1990)
- 22º distretto: 1915–1983 (non più esistente dal censimento del 1980)
- 23º distretto: 1953–1983 (non più esistente dal censimento del 1980)
- 24º distretto: 1967–1973 (non più esistente dal censimento del 1970)

### Oklahoma

Distretti congressuali dell'Oklahoma

- Territorio dell'Oklahoma at-large: 1890–1907 (non più esistente dalla creazione dello stato)
- Oklahoma at-large: 1913–1915, 1933–1943 (non più esistente)
- 1º distretto: 1907–presente
- 2º distretto: 1907–presente
- 3º distretto: 1907–presente
- 4º distretto: 1907–presente
- 5º distretto: 1907–presente
- 6º distretto: 1915–2003 (non più esistente dal censimento del 2000)
- 7º distretto: 1915–1953 (non più esistente dal censimento del 1950)
- 8º distretto: 1915–1953 (non più esistente dal censimento del 1950)

### Oregon

Distretti congressuali dell'Oregon

- Territorio dell'Oregon at-large: 1849–1859 (non più esistente dalla creazione dello stato)
- Oregon at-large: 1859–1893 (non più esistente)
- 1º distretto: 1893–presente
- 2º distretto: 1893–presente
- 3º distretto: 1913–presente
- 4º distretto: 1943–presente
- 5º distretto: 1983–presente
- 6º distretto: 2023–presente

### Pennsylvania

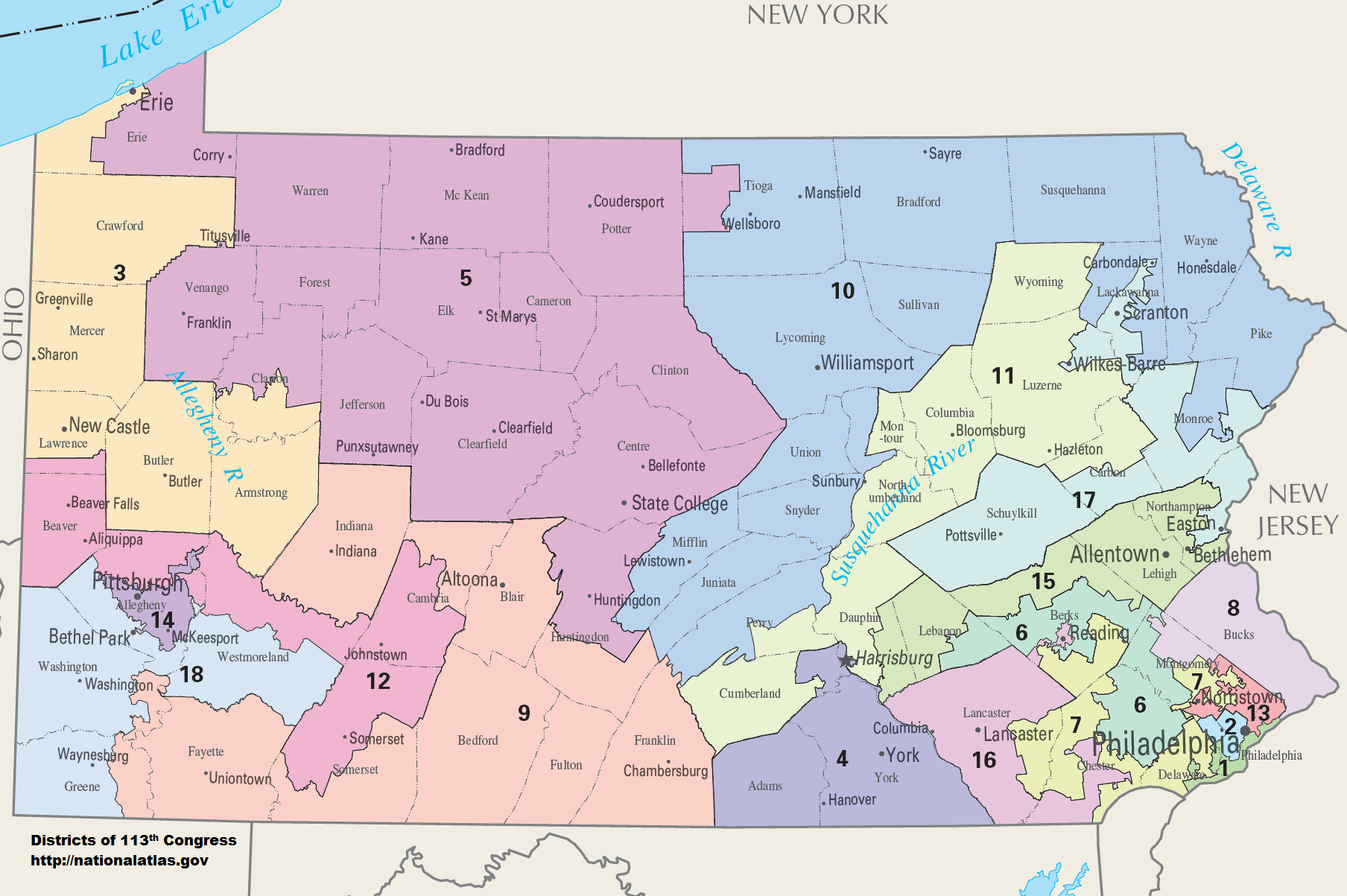
Distretti congressuali della Pennsylvania

- Pennsylvania at-large: 1789–1791, 1793–1795, 1873–1875, 1883–1889, 1893–1903, 1913–1923, 1943–1945 (non più esistente)
- 1º distretto: 1791–1793, 1795–presente
- 2º distretto: 1791–1793, 1795–presente
- 3º distretto: 1791–1793, 1795–presente
- 4º distretto: 1791–1793, 1795–presente
- 5º distretto: 1791–1793, 1795–presente
- 6º distretto: 1791–1793, 1795–presente
- 7º distretto: 1791–1793, 1795–presente
- 8º distretto: 1791–1793, 1795–presente
- 9º distretto: 1795–presente
- 10º distretto: 1795–presente
- 11º distretto: 1795–presente
- 12º distretto: 1795–1803, 1813–presente
- 13º distretto: 1813–presente
- 14º distretto: 1813–presente
- 15º distretto: 1813–presente
- 16º distretto: 1823–presente
- 17º distretto: 1823–presente
- 18º distretto: 1823–2023 (non più esistente dal censimento del 2020)
- 19º distretto: 1833–2013 (non più esistente dal censimento del 2010)
- 20º distretto: 1833–2003 (non più esistente dal censimento del 2000)
- 21º distretto: 1833–2003 (non più esistente dal censimento del 2000)
- 22º distretto: 1833–1993 (non più esistente dal censimento del 1990)
- 23º distretto: 1833–1993 (non più esistente dal censimento del 1990)
- 24º distretto: 1833–1983 (non più esistente dal censimento del 1980)
- 25º distretto: 1833–1843, 1853–1863, 1875–1983 (non più esistente dal censimento del 1980)
- 26º distretto: 1875–1973 (non più esistente dal censimento del 1970)
- 27º distretto: 1875–1963 (non più esistente dal censimento del 1970)
- 28º distretto: 1889–1963 (non più esistente dal censimento del 1960)
- 29º distretto: 1903–1963 (non più esistente dal censimento del 1960)
- 30º distretto: 1903–1963 (non più esistente dal censimento del 1960)
- 31º distretto: 1903–1953 (non più esistente dal censimento del 1950)
- 32º distretto: 1903–1953 (non più esistente dal censimento del 1950)
- 33º distretto: 1923–1953 (non più esistente dal censimento del 1950)
- 34º distretto: 1923–1943 (non più esistente dal censimento del 1940)
- 35º distretto: 1923–1933 (non più esistente dal censimento del 1930)
- 36º distretto: 1923–1933 (non più esistente dal censimento del 1930)

### Rhode Island

Distretti congressuali del Rhode Island

- Rhode Island at-large: 1790–1843 (non più esistente)
- 1º distretto: 1843–presente
- 2º distretto: 1843–presente
- 3º distretto: 1913–1933 (non più esistente dal censimento del 1930)

### Tennessee

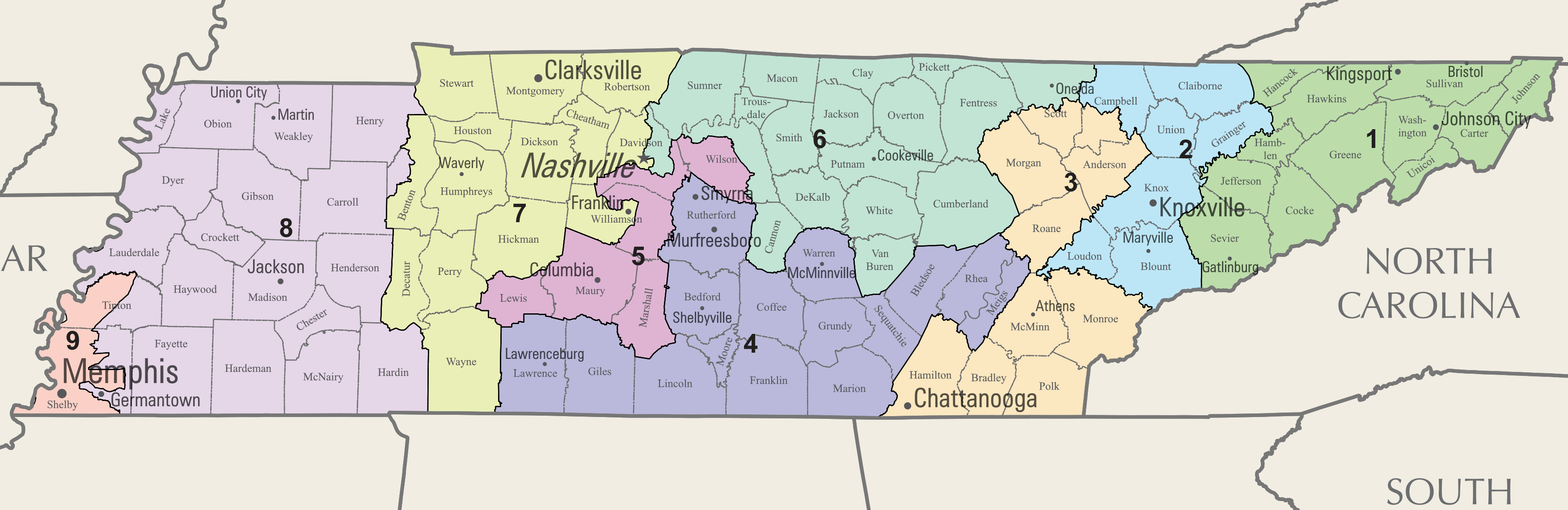
Distretti congressuali del Tennessee

- Territorio del Sud Ovest at-large: 1794–1796 (non più esistente dalla creazione dello stato)
- Tennessee at-large: 1796–1805, 1873–1875 (non più esistente)
- 1º distretto: 1805–presente
- 2º distretto: 1805–presente
- 3º distretto: 1805–presente
- 4º distretto: 1813–presente
- 5º distretto: 1813–presente
- 6º distretto: 1813–presente
- 7º distretto: 1823–presente
- 8º distretto: 1823–presente
- 9º distretto: 1823–1863, 1873–1973, 1983–presente
- 10º distretto: 1833–1863, 1875–1933, 1943–1953 (non più esistente dal censimento del 1950)
- 11º distretto: 1833–1853 (non più esistente dal censimento del 1850)
- 12º distretto: 1833–1843 (non più esistente dal censimento del 1840)
- 13º distretto: 1833–1843 (non più esistente dal censimento del 1840)

### Texas

Distretti congressuali del Texas

- Texas at-large: 1873–1875, 1913–1919, 1933–1935, 1953–1959, 1963–1967 (non più esistente)
- 1º distretto: 1845–presente
- 2º distretto: 1845–presente
- 3º distretto: 1863–presente
- 4º distretto: 1863–presente
- 5º distretto: 1875–presente
- 6º distretto: 1875–presente
- 7º distretto: 1883–presente
- 8º distretto: 1883–presente
- 9º distretto: 1883–presente
- 10º distretto: 1883–presente
- 11º distretto: 1883–presente
- 12º distretto: 1893–presente
- 13º distretto: 1893–presente
- 14º distretto: 1903–presente
- 15º distretto: 1903–presente
- 16º distretto: 1903–presente
- 17º distretto: 1919–presente
- 18º distretto: 1919–presente
- 19º distretto: 1935–presente
- 20º distretto: 1935–presente
- 21º distretto: 1935–presente
- 22º distretto: 1959–presente
- 23º distretto: 1967–presente
- 24º distretto: 1973–presente
- 25º distretto: 1983–presente
- 26º distretto: 1983–presente
- 27º distretto: 1983–presente
- 28º distretto: 1993–presente
- 29º distretto: 1993–presente
- 30º distretto: 1993–presente
- 31º distretto: 2003–presente
- 32º distretto: 2003–presente
- 33º distretto: 2013–presente
- 34º distretto: 2013–presente
- 35º distretto: 2013–presente
- 36º distretto: 2013–presente
- 37º distretto: 2023–presente
- 38º distretto: 2023–presente

### Utah

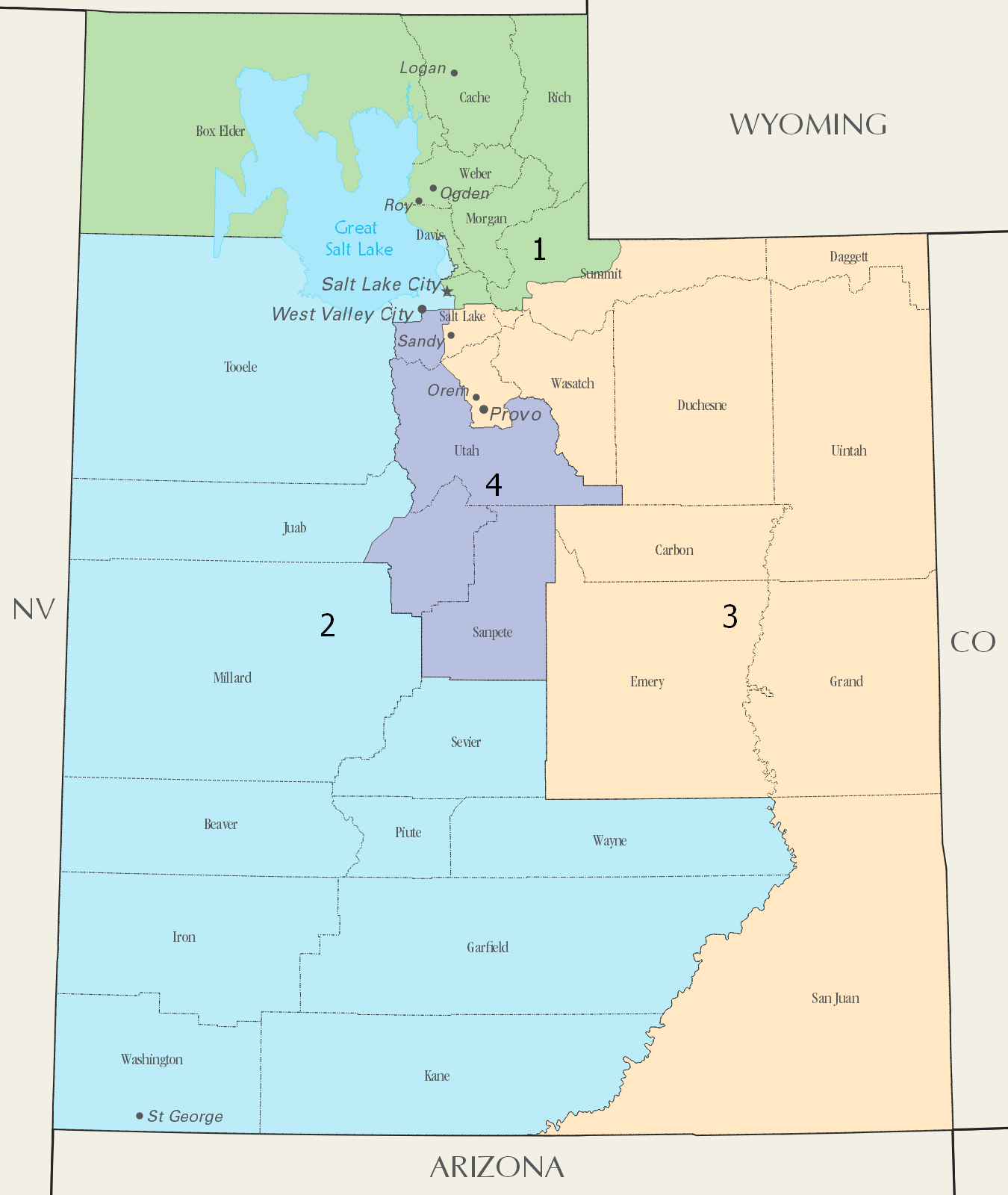
Distretti congressuali dello Utah

- Territorio dello Utah at-large: (non più esistente dalla creazione dello stato)
- Utah at-large: 1896–1913 (non più esistente)
- 1º distretto: 1913–presente
- 2º distretto: 1913–presente
- 3º distretto: 1983–presente
- 4º distretto: 2013–presente

### Vermont

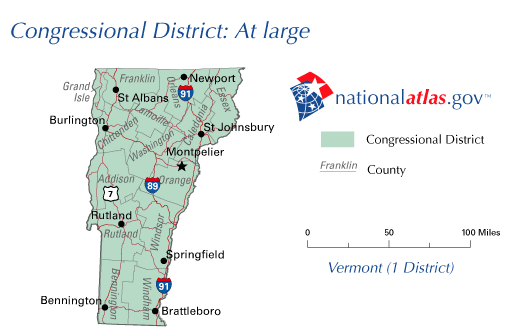
Il Vermont è un distretto at-large

- Vermont at-large: 1813–1821, 1823–1825, 1933–presente
- 1º distretto: 1791–1813, 1821–1823, 1825–1933 (non più esistente dal censimento del 1930)
- 2º distretto: 1791–1813, 1821–1823, 1825–1933 (non più esistente dal censimento del 1930)
- 3º distretto: 1803–1813, 1821–1823, 1825–1883 (non più esistente dal censimento del 1880)
- 4º distretto: 1803–1813, 1821–1823, 1825–1853 (non più esistente dal censimento del 1850)
- 5º distretto: 1821–1823, 1825–1843 (non più esistente dal censimento del 1840)
- 6º distretto: 1821–1823 (non più esistente dal censimento del 1820)

### Virginia

Distretti congressuali della Virginia

- Virginia at-large: 1883–1885, 1933–1935 (non più esistente)
- 1º distretto: 1789–1933, 1935–presente
- 2º distretto: 1789–1933, 1935–presente
- 3º distretto: 1789–1933, 1935–presente
- 4º distretto: 1789–1933, 1935–presente
- 5º distretto: 1789–1933, 1935–presente
- 6º distretto: 1789–1933, 1935–presente
- 7º distretto: 1789–1933, 1935–presente
- 8º distretto: 1789–1933, 1935–presente
- 9º distretto: 1789–1933, 1935–presente
- 10º distretto: 1789–1863, 1885–1933, 1953–presente
- 11º distretto: 1793–1863, 1993–presente
- 12º distretto: 1793–1863 (trasferimento nella Virginia Occidentale)
- 13º distretto: 1793–1863 (trasferimento nella Virginia Occidentale)
- 14º distretto: 1793–1853 (non più esistente dal censimento del 1850)
- 15º distretto: 1793–1853 (non più esistente dal censimento del 1850)
- 16º distretto: 1793–1843 (non più esistente dal censimento del 1840)
- 17º distretto: 1793–1843 (non più esistente dal censimento del 1840)
- 18º distretto: 1793–1843 (non più esistente dal censimento del 1840)
- 19º distretto: 1793–1843 (non più esistente dal censimento del 1840)
- 20º distretto: 1803–1843 (non più esistente dal censimento del 1840)
- 21º distretto: 1803–1843 (non più esistente dal censimento del 1840)
- 22º distretto: 1813–1833 (non più esistente dal censimento del 1830)
- 23º distretto: 1813–1823 (non più esistente dal censimento del 1820)

### Virginia Occidentale

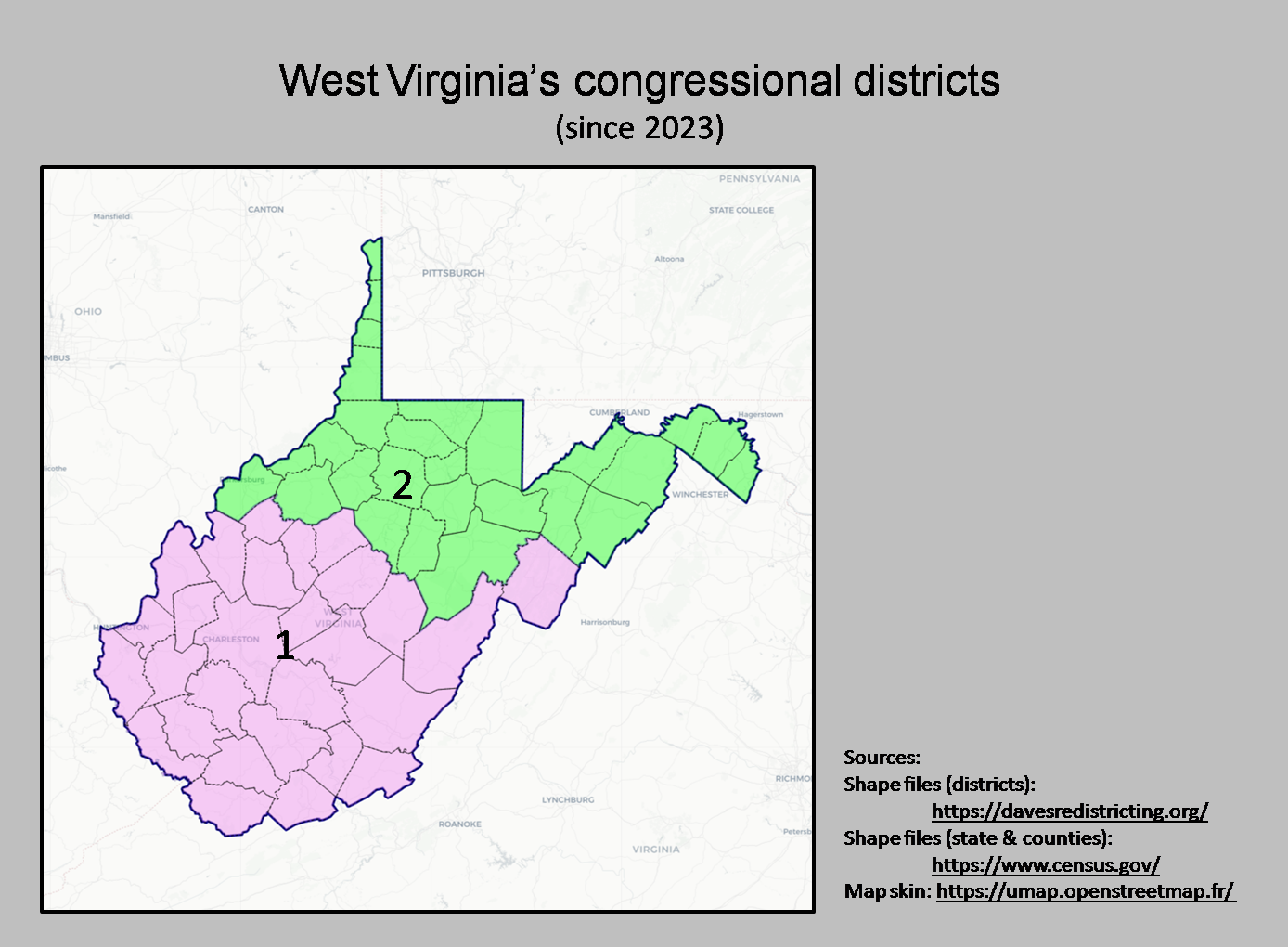
Distretti congressuali della Virginia Occidentale

- Virginia Occidentale at-large: 1913–1917 (non più esistente)
- 1º distretto: 1863–presente
- 2º distretto: 1863–presente
- 3º distretto: 1863–2023 (non più esistente dal censimento del 2020)
- 4º distretto: 1883–1993 (non più esistente dal censimento del 1990)
- 5º distretto: 1903–1973 (non più esistente dal censimento del 1970)
- 6º distretto: 1917–1963 (non più esistente dal censimento del 1960)

### Washington

Distretti congressuali di Washington

- Territorio di Washington at-large: 1854–1889 (non più esistente dalla creazione dello stato)
- Washington at-large: 1889–1909, 1913–1915, 1953–1959 (non più esistente)
- 1º distretto: 1909–presente
- 2º distretto: 1909–presente
- 3º distretto: 1909–presente
- 4º distretto: 1915–presente
- 5º distretto: 1915–presente
- 6º distretto: 1933–presente
- 7º distretto: 1959–presente
- 8º distretto: 1983–presente
- 9º distretto: 1993–presente
- 10º distretto: 2013–presente

### Wisconsin

Distretti congressuali del Wisconsin

- Territorio del Wisconsin at-large: 1836–1848 (non più esistente dalla creazione dello stato)
- 1º distretto: 1848–presente
- 2º distretto: 1848–presente
- 3º distretto: 1849–presente
- 4º distretto: 1863–presente
- 5º distretto: 1863–presente
- 6º distretto: 1863–presente
- 7º distretto: 1873–presente
- 8º distretto: 1873–presente
- 9º distretto: 1883–2003 (non più esistente dal censimento del 2000)
- 10º distretto: 1893–1973 (non più esistente dal censimento del 1970)
- 11º distretto: 1903–1933 (non più esistente dal censimento del 1930)

### Wyoming

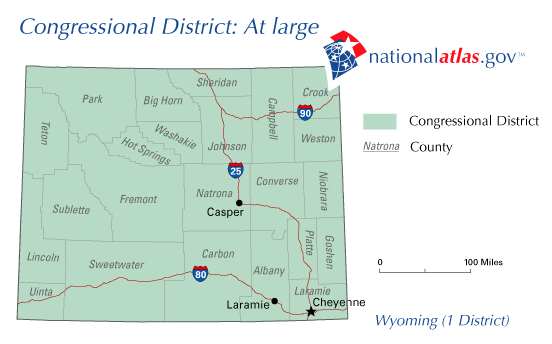
Il Wyoming è un distretto at-large

- Territorio del Wyoming at-large: 1869–1890 (non più esistente dalla creazione dello stato)
- Wyoming at-large: 1890–presente

## Delegazioni senza diritto di voto
- Distretto di Columbia: 1871-1875 & 1971-presente
- Filippine: 1907-1946 (aboliti dopo l'indipendenza)
- Guam: 1970-presente
- Isole Marianne Settentrionali: 2009-presente
- Isole Vergini Americane: 1970-presente
- Porto Rico: 1901-presente
- Samoa Americane: 1978-presente